# Rüstəm Orucov
Rustam Orujov est un judoka azerbaïdjanais né le 4 octobre 1991. Il a remporté la médaille d'argent en moins de 73 kg aux Jeux olympiques d'été de 2016 à Rio de Janeiro.
Il est nommé porte-drapeau de la délégation azerbaïdjanaise aux Jeux olympiques d'été de 2020 par le Comité national olympique d'Azerbaïdjan en juin 2021.

## Palmarès
- Moins de 73 kg
  -   Kazan, 2016 — Championnats d'Europe
  -   Rio de Janeiro, 2016 — Jeux olympiques (détails)
  -   Varsovie, 2017 — Championnats d'Europe
  -   Bakou, 2017 — Jeux de la solidarité islamique
  -   Budapest, 2017 — Championnats du monde
  -   Guangzhou, 2018 — Masters mondial
  -   Minsk, 2019 — Jeux européens[2] (détails)
  -   Tokyo, 2019 — Championnats du monde
  -   Budapest, 2020 — Grand Chelem
  -   Prague, 2020 — Championnats d'Europe
  -   Sofia, 2022 — Championnats d'Europe

- Par équipe
  -   Kazan, 2016 — Championnats d'Europe
  -   Bakou, 2017 — Jeux de la solidarité islamique